# Hörden am Harz
Hörden am Harz là một đô thị của huyện Osterode, bang Niedersachsen, Đức. Đô thị này có diện tích 7,82 km².